# SN 1006
SN 1006은 기록된 역사상 가장 밝게 관측된 초신성으로 추정되는 천체이다. 이 초신성의 최고 겉보기 등급은 -7.5였을 것으로 추정된다. 1006년 4월 30일에서 5월 1일 사이에 이리자리에 나타난 이 "손님별"은 중국, 일본, 이라크, 이집트, 유럽 전역의 천문학자들에 의해 묘사되었으며 기록되었다. 일부 기록에 따르면 낮에도 명확하게 보였다고 한다.

## 기록
이집트의 점성가이자 천문학자인 알리 이븐 리드완은 프톨레마이오스 왕국의 과학책인 테트라 비블로스에서 이렇게 말했다.
"그 천체는 금성보다 21/2 에서 3배 큰 원형 천체였다. 하늘은 그 천체가 내는 빛 때문에 빛나고 있었다. 그 빛의 강도는 달빛의 1/4배 정도였다."
다른 모든 관찰자들과 마찬가지로 알리 이븐 리드완은 이 초신성이 남쪽 지평선에 낮게 위치한다고 언급했다. 일부 점성가들은 이 사건을 역병과 기근의 조짐으로 해석했다.
가장 북쪽에서 기록된 것은 북위 47.5°인 스위스의 세인트 갈 수도원 연대기에 기록되어 있다. 세인트 갈 수도원의 수녀들은 하늘의 크기와 위치에 대한 독립적인 데이터를 제공했으며 다음과 같이 기록했다.
"놀라운 광경이었다. 때때로 축소되고 때로는 팽창하고 때로는 소멸되었다. 하늘에서 볼 수 있는 모든 별자리 너머 남쪽의 가장 안쪽 지평선에서 3개월 동안 보였다."
이 기록은 이 초신성이 Ia형 초신성이라는 증거로 간주된다.
치유의 책(The Book of Healing)에서 이란의 철학자 이븐 시나는 이란 북동부에서 이 초신성을 관찰했다고 기록했다. 그는 그것이 부동하거나 꼬리가 없는 일시적으로만 존재하는 천체로, 그것이 사라질 때까지 3개월이 걸렸으며 그 기간동안 점점 더 희미해지고, 불꽃을 뿜었다고 기록했다. 그것은 반짝이고 매우 밝았으며 시간이 지남에 따라 색상이 변했다.
일부 기록은 이 초신성이 그림자를 드리울 만큼 충분히 밝았다고 기록했다.
송나라의 역사서인 송사에 따르면 1006년 5월 1일에 이 초신성은 저수자리, 즉 이리자리와 센타우루스자리 사이에 나타났다고 기록했다. 너무 밝게 빛나서 한밤중에 물체가 보일 정도였다.
12월에 이 초신성은 저수자리에서 다시 목격되었다. 광둥에서 임무를 마치고 카이펑으로 돌아온 중국의 점성가 저우커밍은 5월 30일 황제에게 이 별을 상서로운 별로 해석하여 국가에 큰 번영을 가져올 것이라고 해석했다.
이 초신성의 초기 형태에는 두 가지 뚜렷한 단계가 있었던 것으로 보인다. 초반에는 3개월동안 아주 밝게 빛났다. 그 후 사라졌다가 18개월동안 다시 나타났다.
예멘에서 발견된 기록은 가장 이른 기록보다 2주 앞선 4월 17일에 기록된 것으로 추정된다.

## 잔해
SN 1006의 초신성 잔해는 더그 밀네와 프랭크 가드너가 PKS 1459-41과의 연결을 증명하기 위해 파크스 전파 망원경을 사용한 1965년까지 확인되지 않았다. 이 잔해는 베타 루피 근처에 위치한다. 이 잔해에서는 엑스선 또한 감지되었으며 2010년 HESS 감마선 관측소는 이 잔해에서 매우 높은 에너지의 감마선 폭발이 감지되었다고 발표했다. 2012년 SN 1006 초신성에서 살아남은 동반성을 찾기 위한 프로젝트에서는 아무 천체도 발견하지 못했다.

## 지구에 미치는 영향
연구에 따르면 Ia형 초신성은 상당한 양의 감마선을 지구로 보낼 수 있다고 밝혀졌다. 그러나 SN 1006은 1 킬로파섹을 훨씬 넘어서 위치해 있으며 지구에 큰 영향을 미치지 않는 것으로 보인다. 그러나 초신성의 흔적은 남극 얼음의 질산염 퇴적물에서 찾을 수 있다.

## 같이 보기
- 초신성잔해 목록
- 초신성 목록